# Manuel Álvarez
Manuel Álvarez Jiménez (ur. 23 maja 1928, zm. 24 sierpnia 1998) – piłkarz chilijski grający podczas kariery na pozycji obrońcy.

## Kariera klubowa
Podczas kariery piłkarskiej Manuel Álvarez występował w stołecznym Universidad Católica w latach 1946-1958. Z Universidad Católica dwukrotnie zdobył mistrzostwo Chile w 1949 i 1954.

## Kariera reprezentacyjna
W reprezentacji Chile Álvarez zadebiutował 6 grudnia 1947 w przegranym 0-6 spotkaniu w Copa América z Urugwajem. Na turnieju w Ekwadorze Chile zajęło czwarte miejsce a Álvarez wystąpił w dwóch meczach z Urugwajem i Boliwią. W 1949 po raz drugi uczestniczył w turnieju Copa América, na którym Chile zajęło piąte miejsce. Na turnieju w Brazylii Álvarez wystąpił tylko w meczu z Boliwią. 
W 1950 roku został powołany przez selekcjonera Arturo Bucciardiego do kadry na mistrzostwa świata w Brazylii. Na mundialu Álvarez wystąpił we wszystkich trzech meczach z Anglią, Hiszpanią i USA.
W 1953 po raz trzeci uczestniczył w turnieju Copa América, na którym Chile zajęło czwarte miejsce. Na turnieju w Peru Álvarez wystąpił we wszystkich sześciu meczach: z Paragwajem, Urugwajem, Peru, Ekwadorem, Brazylią i Boliwią. W 1955 po raz czwarty uczestniczył w turnieju Copa América, na którym Chile zajęło drugie miejsce. Na turnieju, którego Chile było gospodarzem Álvarez wystąpił we wszystkich pięciu meczach z Ekwadorem, Peru, Urugwajem, Paragwajem i Argentyną.
W 1956 po raz piąty i ostatni uczestniczył w turnieju Copa América, na którym Chile zajęło trzecie miejsce. Na turnieju w Urugwaju Álvarez wystąpił we wszystkich pięciu meczach: z Brazylią, Argentyną, Urugwajem, Peru i Paragwajem. W tym samym roku uczestniczył w drugiej edycji mistrzostw panamerykańskich. Chile zajęło na tym turnieju szóste, ostatnie miejsce, a Álvarez wystąpił w trzech meczach: z Brazylią, Kostaryką i Argentyną. Na tym zakończył karierę reprezentacyjną. Od 1947 do 1956 roku rozegrał w kadrze narodowej 35 spotkań.